# Học thêm
Học thêm hay dạy thêm là một hình thức giáo dục, trong đó việc dạy và học xuất phát từ các nhu cầu khác nhau của giáo viên, học sinh và phụ huynh, diễn ra ngoài giờ học chính khóa theo quy định và kế hoạch giáo dục của các nhà trường. Học thêm xuất hiện tại nhiều quốc gia trên thế giới nhưng phổ biến nhất là tại châu Á, điển hình là một số nước Á Đông như Hàn Quốc, Trung Quốc và Việt Nam. 
Việc dạy thêm và học thêm được thực hiện với nhiều hình thức khác nhau, chẳng hạn như hagwon, lò luyện thi, học phụ đạo, bồi dưỡng, dạy tự phát tập trung, gia sư hay khóa học trực tuyến, tại nhiều địa điểm và không gian. Học sinh tại một số quốc gia, trong đó có Việt Nam, phải bỏ ra nhiều thời gian để đi học thêm, tỷ lệ học sinh tham gia các lớp học thêm nằm ở mức cao; trong khi nhiều giáo viên cũng tham gia hoạt động dạy thêm. Nhiều gia đình phải chi trả số tiền không nhỏ để đầu tư cho con cái theo học tại các lớp học thêm. Mục đích của việc dạy và học thêm, đối với người học, phần lớn xuất phát từ tâm lý bằng cấp, áp lực nâng cao thành tích, muốn có được kết quả cao trong các kỳ thi chuyển cấp, hoặc các bài kiểm tra trên lớp; trong khi với người dạy, chủ yếu xuất phát từ nguyện vọng muốn gia tăng thu nhập; và một số lý do khác. 
Chính quyền một số quốc gia đã ban hành nhiều quy định nhằm điều chỉnh, điều tiết, hạn chế hoặc cấm đoán đối với việc tổ chức dạy thêm, học thêm nhằm giảm bớt áp lực học tập cho học sinh. Việc dạy thêm, học thêm ghi nhận nhiều ý kiến đánh giá, cả về những mặt tích cực và tiêu cực mà nó để lại đến học sinh, giáo viên đến ngành giáo dục cũng như xã hội.

### Tại Việt Nam

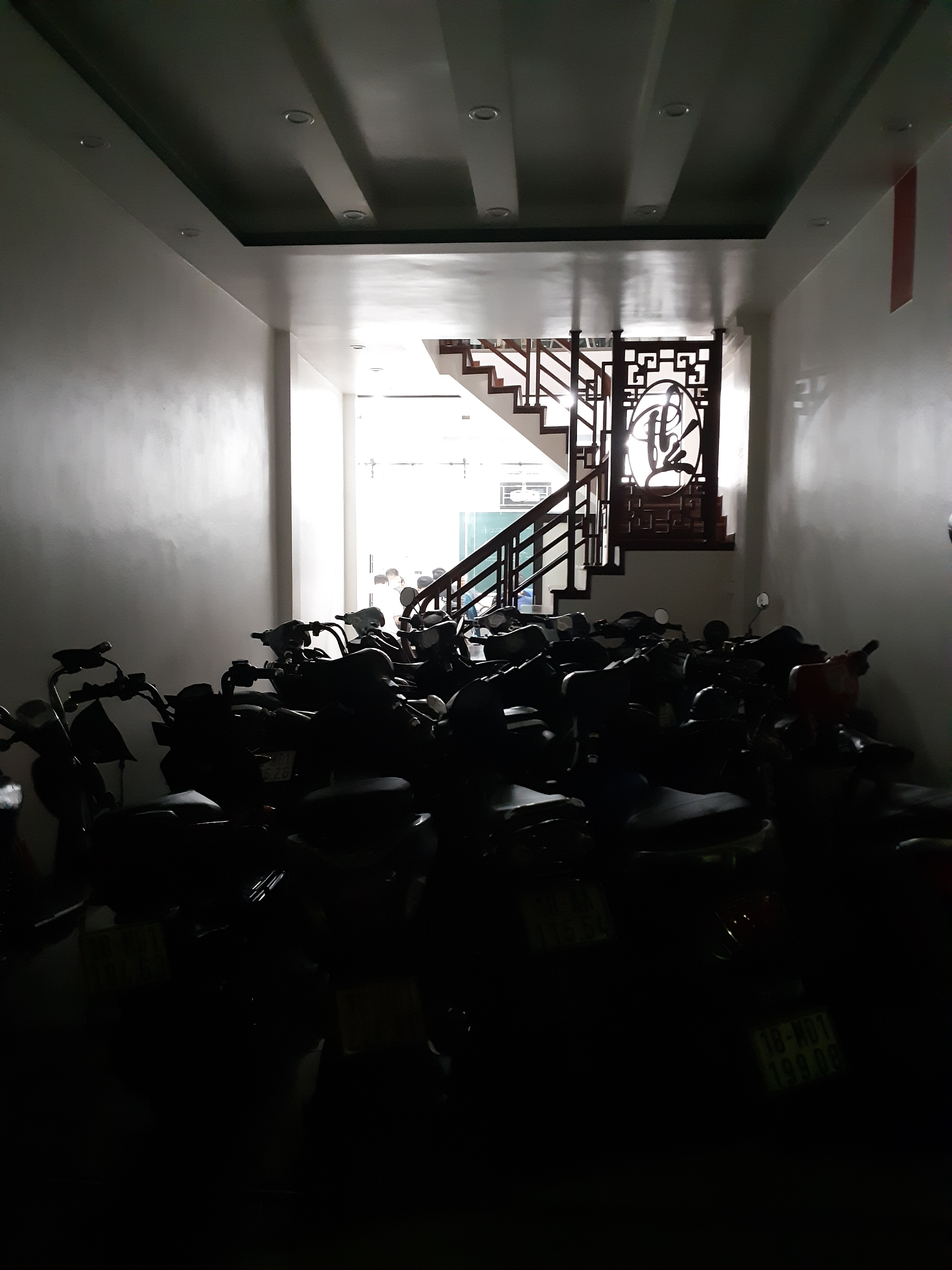
Khung cảnh bên ngoài một lớp học thêm buổi tối ở Việt Nam, phía phòng khách là chỗ để xe, bên trong là lớp học thêm